# Edwin van Berge Henegouwen
Edwin van Berge Henegouwen (Eindhoven, 17 december 1961 – Mierlo, 5 augustus 2020) was een Nederlands profvoetballer.

## Loopbaan
Van Berge Henegouwen speelde sinds zijn negende in de jeugd van PSV. In het seizoen 1981/82 maakt hij zijn competitiedebuut voor PSV, als invaller voor Jurrie Koolhof tijdens een met 1-7 gewonnen uitwedstrijd bij MVV op 22 mei 1982. Een seizoen later speelde hij er nog drie competitiewedstrijden. In november 1983 verkaste de libero op huurbasis naar de toenmalige eerstedivisionist FC VVV met wie hij anderhalf jaar later onder Sef Vergoossen naar de Eredivisie promoveerde. Onder Vergoossen's opvolger Jan Reker beleefde Van Berge Henegouwen enkele succesvolle jaren waarin de club in 1987 en 1988 als vijfde eindigde in de Eredivisie. Hij speelde op papier als libero, maar was meer op het middenveld te vinden. Zijn toenmalig ploeggenoot Stan Valckx omschreef hem als een type Franz Beckenbauer. Tijdens zijn zesjarige verblijf in Venlo verwierf hij in de spelersgroep de bijnaam De rat omdat hij altijd de aanstichter van geintjes was, maar vervolgens zelf steevast buiten schot bleef. 
Na de degradatie van VVV uit de Eredivisie in 1989 vertrok Van Berge Henegouwen naar MVV waar hij werd herenigd met Sef Vergoossen, zijn voormalige trainer bij VVV. Hij stond in Maastricht nog twee jaar onder contract en zei het betaald voetbal in 1991 vaarwel om zich te richten op zijn maatschappelijke carrière. De Eindhovenaar ging nog wel bij de amateurs van Veloc voetballen en was tussen 1993 en 1996 drie jaar trainer van RKMSV.
Na zijn voetbalcarrière was hij directeur van autobedrijven in de regio Eindhoven-Helmond. Tussentijds was Van Berge Henegouwen ook nog enkele jaren werkzaam voor VVV-Venlo als scout en accountmanager op de commerciële afdeling. Anno 2010 was Van Berge Henegouwen actief bij de KNVB als scout voor Jong Oranje. Nadien was hij weer werkzaam in de autobranche. Na een slepende ziekte overleed Van Berge Henegouwen 5 augustus 2020 op 58-jarige leeftijd.

## Clubstatistieken
| Seizoen         | Club            | Competitie      | Competitie | Competitie | Beker | Beker | Overige | Overige | Totaal | Totaal |
| Seizoen         | Club            | Competitie      | Wed.       | Dlp.       | Wed.  | Dlp.  | Wed.    | Dlp.    | Wed.   | Dlp.   |
| --------------- | --------------- | --------------- | ---------- | ---------- | ----- | ----- | ------- | ------- | ------ | ------ |
| 1981/82         | PSV             | Eredivisie      | 1          | 0          | 0     | 0     | 0       | 0       | 1      | 0      |
| 1982/83         | PSV             | Eredivisie      | 3          | 0          | 0     | 0     | 0       | 0       | 3      | 0      |
| 1983/84         | PSV             | Eredivisie      | 0          | 0          | 0     | 0     | 0       | 0       | 0      | 0      |
| 1983/84         | → FC VVV        | Eerste divisie  | 19         | 1          | 0     | 0     | 6       | 0       | 25     | 1      |
| 1984/85         | FC VVV          | Eerste divisie  | 33         | 3          | 2     | 0     | —       | —       | 35     | 3      |
| 1985/86         | VVV             | Eredivisie      | 32         | 1          | 1     | 0     | —       | —       | 33     | 1      |
| 1986/87         | VVV             | Eredivisie      | 34         | 0          | 3     | 0     | 6       | 0       | 43     | 0      |
| 1987/88         | VVV             | Eredivisie      | 33         | 0          | 5     | 0     | 4       | 0       | 42     | 0      |
| 1988/89         | VVV             | Eredivisie      | 32         | 3          | 2     | 0     | —       | —       | 34     | 3      |
| 1989/90         | MVV             | Eredivisie      | 31         | 2          | 1     | 0     | —       | —       | 32     | 2      |
| 1990/91         | MVV             | Eredivisie      | 15         | 4          | 1     | 1     | —       | —       | 16     | 5      |
| Carrière totaal | Carrière totaal | Carrière totaal | 233        | 14         | 15    | 1     | 16      | 0       | 264    | 15     |